# Partia Pokucka
Partia Pokucka – doraźnie zorganizowany  w zimie 1701-1702 oddział wojskowy. 
Dowódcą partii został mianowany regimentarz Zahorowski -  stolnik nowogrodzki. Jego zadaniem było zapewnić przydzielonym chorągwiom właściwe warunki bytowe na leżach zimowych. 
Partia, ta liczyła 16 chorągwi pancernych w sile 950 koni i jedną chorągiew wołoską liczącą 50 koni. Rozmieszczona była na terenie Pokucia z kwaterą dowódcy w Rakowcu.

## Skład i rozmieszczenie partii
Chorągwie:
- Chorągiew pancerna wojewody sandamierskiega St. Bidzińskiega - 100
- chorągiew pancerna woj. kaliskiego F. Lipskiego - 60
- chorągiew pancerna woj. lubelskiego St. Tarły - 50
- chorągiew pancerna kasztelana kijowskiego M. Kossakowskiego - 60
- chorągiew pancerna kasztelana lubaczewskiego M. Liniewskiego - 60
- chorągiew pancerna łowczego litewskiego - 50
- chorągiew pancerna starosty stężyckiego - 60
- chorągiew pancerna starosty radomskiego - 60
- chorągiew pancerna starosty nowomiejskiego - 60
- chorągiew pancerna starosty czerkaskiego - 60
- chorągiew pancerna starosty parczewskiego - 60